# Blacus ruficornis
Blacus ruficornis är en stekelart som först beskrevs av Christian Gottfried Daniel Nees von Esenbeck 1811.  Blacus ruficornis ingår i släktet Blacus och familjen bracksteklar. Arten är reproducerande i Sverige. Inga underarter finns listade.